# Ionisation
Ionisation (1929-1931) è un'opera musicale del compositore Edgard Varèse scritta per tredici percussionisti, ed è la prima opera da concerto dedicata soltanto a percussioni. La prima esibizione si tenne alla Carnegie Hall di New York, il 6 marzo 1933, sotto la direzione di Nikolas Slonimsky, a cui il pezzo fu poi dedicato. Un critico descrisse la performance come un “pugno nella mandibola”.

## Strumentazione
La partitura è composta per un insieme formato da: 3 grancasse (media, grande, molto grande), 3 tamburi militari, 2 rullanti, tarole (una sorta di piccolo rullante), 2 bongos, tamburello, 2 cembali, 3 tam-tam, gong, 2 incudini, 2 triangoli, sonagli, campanaccio, campane tubolari, campanelli a tastiera con i risuonatori, cassa di risonanza del pianoforte, 3 “blocchi del tempio” (strumento simile alle nacchere, in uso in Giappone), clave, maracas, nacchere, fruste, güiro (una percussione tipica dei Caraibi), sirene alte e basse, e un tamburo a corde noto come ruggito di leone.

## Musica
Ionisation è centrato sull'espansione e sulla variazione delle cellule ritmiche, e il titolo si riferisce alla ionizzazione delle molecole. Come poi disse Varèse stesso, “Non ero influenzato da altri compositori più di quanto fossi influenzato dagli oggetti naturali o dai fenomeni fisici”. Varèse riconobbe anche l'influenza dei futuristi italiani Luigi Russolo e Filippo Tommaso Marinetti per quanto riguarda la stesura della sua opera.
Sia Chou Wen-Chung che Jean-Charles François, autori di saggi su Varèse, hanno analizzato la struttura e il timbro di Ionisation nel dettaglio e Andras Wilheim ha notato che soltanto le ultime diciassette battute includono i suoni del sistema tradizionale, dove in ogni cinque accordi successivi sono contenuti i dodici suoni della scala cromatica.
Frank Zappa ha spesso sostenuto che Ionisation lo ha invogliato a intraprendere una carriera musicale. Jack Skurnick, direttore di EMS Recordings, fu il primo a produrre una registrazione delle opere di Varèse, EMS 401, dove comparve questo pezzo. Sidney Finkelstein scrisse:

## Esecuzioni e ricezione
Varie e contrastanti furono le reazioni alla prima esecuzione di Ionisation alla Carnagie Hall di New York. Paul Rosenfeld, della Musical Chronicle, disse:
Altre recensioni furono decisamente più negative, come quella pubblicata sul Musical Courier:
Nello stesso anno (1933) si tennero altre due performance di Ionisation, cioè ad aprile a L'Avana, Cuba, e a luglio a San Francisco, Stati Uniti, con recensioni decisamente più favorevoli, mentre nell'aprile 1934 Slonimsky tenne un'altra esecuzione presso il municipio di New York. Tra le esecuzioni dopo la morte di Varèse è da ricordare quella di Frank Zappa, svoltasi a New York il 17 aprile 1981 in onore di Varèse stesso.